# Chía Patiño
Lucía Patiño, más conocida como Chía Patiño, (Quito, 1 de febrero de 1967) es una compositora, directora de escena y directora artística ecuatoriana. Entre septiembre de 2009 y mayo de 2019 fue Directora Artística y Ejecutiva de la Fundación Teatro Nacional Sucre (FTNS). En 2019, fue contratada como directora escénica del Butler Opera Center en Austin y docente de la cátedra de dirección de escena en la Universidad de Texas.

## Trayectoria
Los miembros de la familia de su madre eran músicos, por lo que Patiño convivió con diferentes instrumentos y aprendió a cantar y apreciar la música desde pequeña. Su abuelo incluso tenía composiciones aunque nunca las escribió y fueron pasando de forma oral de generación en generación.
Empezó sus estudios en el Instituto de Música Sacra y tomó clases particulares de piano con una profesora rusa que estuvo en la ciudad temporalmente. Después continuó piano con la maestra Aurora Román de Suárez, que posteriormente abrió el Instituto de Estudios Musicales. Luego asistió como oyente a clases de composición del Conservatorio Nacional, sin ser alumna. Consiguió una beca de Ciudades Hermanas que le permitió viajar a Estados Unidos a estudiar composición y piano en la Universidad de Louisville.
Patiño realizó sus estudios superiores de música en la Universidad de Indiana Bloomington, donde presentó su primera ópera titulada Dreamwalker (1998) inspirada en el cuento Ojos de perro azul de Gabriel García Márquez y en el Conservatorio de Cincinnati. Entre 2000 y 2003 estuvo en el programa de jóvenes artistas de la Ópera Nacional de Washington que dirigía Plácido Domingo, donde se convirtió en la primera directora escénica latina del programa. Trabajó durante casi nueve años como free lance en algunas de las ciudades con mayor y mejor tradición artística de Norteamérica como Nueva York, Chicago, Boston, Filadelfia o Míchigan.
En 2008, el alcalde de Quito, Augusto Barrera, le encargó dirigir la Fundación Teatro Nacional Sucre (FTNS) en Quito que supuso, entre otras actividades, la gestión del Teatro Nacional Sucre, el Teatro Variedades, el Teatro México y el miniauditorio del Centro Cultural Mama Cuchara, además de siete elencos artísticos entre los que se encuentran la Banda Sinfónica Metropolitana de Quito y la Orquesta de Instrumentos Andinos. También se encargó de la programación anual de la institución incluidos siete festivales internacionales. Hasta 2019, año en que dejó la dirección de la Fundación Teatro Nacional Sucre, Patiño consiguió que se convirtiera en un espacio de referencia para la cultura de la región. Llevó agrandes artistas como Philip Glass o John Zorn y montó obras que tuvieron buena acogida por el público como Sweeney Todd (2010) que estuvo de gira y se representó en el Teatro Mayor Julio Mario Santo Domingo de BogotáWest Side Story (2012), Fausto (2013) que agotó localidades todos los días o La flauta mágica de los Andes (2018), que presentó La flauta mágica con elementos propios de la cosmovisión andina.
En 2019, se incorporó como profesora a la cátedra de dirección escena de la Universidad de Texas en Austin y al Butler Opera Center como directora de escena. En 2022, dirigió para el Tagney Jones Hall de la Ópera de Seattle, una producción peculiar por las características del espacio escénico de Orfeo y Eurídice. En marzo de 2022, produjo y se encargó de la dirección escénica del estreno en España de la ópera de Daniel Catán Florencia en el Amazonas, inspirada en el realismo mágico de Gabriel García Márquez para el Auditorio de Tenerife. Como directora residente del Aspen Opera Theater y VocalARTS, dirigió en la edición de 2022 del Aspen Music Festival, Don Giovanni. Se encargó de la dirección escénica de La tragedia de Carmen de Peter Brook en julio de 2023 en el Chautaqua Opera Festival. El 11 de noviembre de 2023, la Gran Ópera de Florida inauguró la temporada con una producción de La traviata a la que Patiño, como directora escénica, aportó detalles novedosos en la puesta en escena.

## Reconocimientos
- En 2012, Sweeney Todd fue reconocida por el público del Festival Internacional de Teatro de Bogotá  como mejor obra internacional.[8]
- En octubre de 2017 de Teatro de Bogotá, Patiño fue galardonada por el gobierno de Brasil con el Premio Itamaraty de Diplomacia Cultural, por su labor en establecer vínculos culturales con Brasil.[21][22]